# Junior Pius
Junior Udeme Pius (Eman, 20 dicembre 1995) è un calciatore nigeriano, difensore del Maccabi Bnei Reineh.

## Carriera
Cresciuto nel settore giovanile del Porto, il 1º settembre 2014 viene ceduto in prestito al Desp. Aves, in seconda divisione, per l'intera durata della stagione. Nel 2015 viene acquistato a titolo definitivo dal Cesarense, in terza divisione. L'anno successivo si trasferisce al Sanjoanense, sempre in terza divisione. Nell'estate del 2017 firma un contratto triennale con il Tondela, compiendo di fatto un doppio salto di categoria. Il 16 settembre debutta in Primeira Liga, disputando l'incontro perso per 2-0 contro lo Sporting Lisbona. Conclude la stagione con solo tre presenze in campionato, tutte nel settembre 2017. Nel 2018 viene ceduto al Paços Ferreira, con cui vince il campionato di seconda divisione.
Nell'estate del 2019 viene acquistato dalla squadra belga dell'Anversa, firmando un contratto quadriennale. L'8 agosto 2019 debutta nelle competizioni europee, in occasione dell'incontro dei turni preliminari di Europa League vinto per 1-0 contro il Viktoria Plzeň. Il 1º febbraio 2021 viene ceduto in prestito al Sint-Truiden fino al termine della stagione; il 6 luglio seguente il prestito viene esteso per un'altra stagione.
Rimasto svincolato, l'8 marzo 2023 viene ingaggiato dalla squadra rumena del Botoșani.

## Statistiche

### Presenze e reti nei club
Statistiche aggiornate al 4 aprile 2023.
| Stagione            | Squadra             | Campionato          | Campionato | Campionato | Coppe nazionali | Coppe nazionali | Coppe nazionali | Coppe continentali | Coppe continentali | Coppe continentali | Altre coppe | Altre coppe | Altre coppe | Totale | Totale |
| Stagione            | Squadra             | Comp                | Pres       | Reti       | Comp            | Pres            | Reti            | Comp               | Pres               | Reti               | Comp        | Pres        | Reti        | Pres   | Reti   |
| ------------------- | ------------------- | ------------------- | ---------- | ---------- | --------------- | --------------- | --------------- | ------------------ | ------------------ | ------------------ | ----------- | ----------- | ----------- | ------ | ------ |
| set. 2014-2015      | Desp. Aves          | LdH                 | 7          | 0          | CP+CdL          | 0               | 0               |                    | -                  | -                  |             | -           | -           | 7      | 0      |
| 2015-2016           | Cesarense           | CdP                 | 23         | 1          | CP              | 0               | 0               |                    | -                  | -                  |             | -           | -           | 23     | 1      |
| 2016-2017           | Sanjoanense         | CdP                 | 31         | 4          | CP              | 2               | 0               |                    | -                  | -                  |             | -           | -           | 33     | 4      |
| 2017-2018           | Tondela             | PL                  | 3          | 0          | CP+CdL          | 0               | 0               |                    | -                  | -                  |             | -           | -           | 3      | 0      |
| 2018-2019           | Paços Ferreira      | LdH                 | 29         | 3          | CP+CdL          | 3+1             | 0               |                    | -                  | -                  |             | -           | -           | 33     | 3      |
| 2019-2020           | Anversa             | D1                  | 0          | 0          | CB              | 1               | 0               | UEL                | 1                  | 0                  |             | -           | -           | 2      | 0      |
| 2020-feb. 2021      | Anversa             | D1                  | 6          | 2          | CB              | 0               | 0               | UEL                | 0                  | 0                  |             | -           | -           | 6      | 2      |
| Totale Anversa      | Totale Anversa      | Totale Anversa      | 6          | 2          |                 | 1               | 0               |                    | 1                  | 0                  |             | -           | -           | 8      | 2      |
| feb.-giu. 2021      | Sint-Truiden        | D1                  | 4          | 0          | CB              | 1               | 0               |                    | -                  | -                  |             | -           | -           | 5      | 0      |
| 2021-2022           | Sint-Truiden        | D1                  | 10         | 0          | CB              | 1               | 0               |                    | -                  | -                  |             | -           | -           | 11     | 0      |
| Totale Sint-Truiden | Totale Sint-Truiden | Totale Sint-Truiden | 14         | 0          |                 | 2               | 0               |                    | -                  | -                  |             | -           | -           | 16     | 0      |
| mar.-giu. 2023      | Botoșani            | L1                  | 0+2        | 0          | CR              | -               | -               |                    | -                  | -                  |             | -           | -           | 2      | 0      |
| Totale carriera     | Totale carriera     | Totale carriera     | 115        | 10         |                 | 9               | 0               |                    | 1                  | 0                  |             | -           | -           | 125    | 10     |

## Palmarès

### Club

#### Competizioni nazionali
- Segunda Liga: 1

Paços Ferreira: 2018-2019
- Coppa del Belgio: 1

Anversa: 2019-2020